# Liste der Gefäßpflanzen Deutschlands/J
- Jasmin, Falscher (Philadelphus coronarius) - Familie: Hydrangeaceae
- Johannisbeere, Ährige (Ribes spicatum) - Familie: Grossulariaceae
- Johannisbeere, Alpen- (Ribes alpinum) - Familie: Grossulariaceae
- Johannisbeere, Felsen- (Ribes petraeum) - Familie: Grossulariaceae
- Johannisbeere, Rote (Ribes rubrum) - Familie: Grossulariaceae
- Johannisbeere, Schwarze (Ribes nigrum) - Familie: Grossulariaceae
- Johanniskraut, Bastard- (Hypericum x desetangsii (Hypericum maculatum x H. perforatum)) - Familie: Hypericaceae
- Johanniskraut, Behaartes (Hypericum hirsutum) - Familie: Hypericaceae
- Johanniskraut, Berg- (Hypericum montanum) - Familie: Hypericaceae
- Johanniskraut, Echtes (Hypericum perforatum) - Familie: Hypericaceae
- Johanniskraut, Geflecktes (Hypericum maculatum) - Familie: Hypericaceae
- Johanniskraut, Geflügeltes (Hypericum tetrapterum) - Familie: Hypericaceae
- Johanniskraut, Großes Kanadisches (Hypericum majus) - Familie: Hypericaceae
- Johanniskraut, Kleinblütiges (Hypericum mutilum) - Familie: Hypericaceae
- Johanniskraut, Niederliegendes (Hypericum humifusum) - Familie: Hypericaceae
- Johanniskraut, Schönes (Hypericum pulchrum) - Familie: Hypericaceae
- Johanniskraut, Sumpf- (Hypericum elodes) - Familie: Hypericaceae
- Johanniskraut, Zierliches (Hypericum elegans) - Familie: Hypericaceae